# Karangjong
Karangjong is een bestuurslaag in het regentschap Blora van de provincie Midden-Java, Indonesië. Karangjong telt 1292 inwoners (volkstelling 2010).